# NGC 2718
NGC 2718 је спирална галаксија у сазвежђу Хидра која се налази на NGC листи објеката дубоког неба.
Деклинација објекта је + 6° 17' 38" а ректасцензија 8h 58m 50,3s. Привидна величина (магнитуда) објекта NGC 2718 износи 12,2 а фотографска магнитуда 13,0. NGC 2718 је још познат и под ознакама UGC 4707, MCG 1-23-15, MK 703, CGCG 33-34, IRAS 08561+0629, PGC 25225.